# Liutprand av Langobarderna
Liutprand, död 744, var en Langobardisk kung.
Liutprad blev kung 712 utvidgade sitt rike åt olika håll och första att göra sin makt gällande gentemot de mäktiga vasallerna i södra Italien. Liutprands regering utgjorde det langobardiska rikets glansperiod.